# Ireneusz Jeleń
Ireneusz Jeleń (Cieszyn, 9 aprile 1981) è un calciatore polacco, attaccante del Piast Cieszyn.

## Carriera

### Nazionale
Esordisce con la nazionale maggiore polacca l'11 dicembre 2003 durante l'amichevole contro Malta, subentrando a Grzegorz Rasiak al 46'. Tre giorni più tardi, sempre in un'amichevole contro la Lituania, realizza la sua prima rete con la maglia della Polonia siglando il definitivo 1-3.
Partecipa al campionato mondiale di calcio 2006, disputando tutte e tre le gare del girone, di cui la seconda e la terza da titolare.

## Statistiche

### Cronologia presenze e reti in nazionale
| Cronologia completa delle presenze e delle reti in nazionale ― Polonia | Cronologia completa delle presenze e delle reti in nazionale ― Polonia | Cronologia completa delle presenze e delle reti in nazionale ― Polonia | Cronologia completa delle presenze e delle reti in nazionale ― Polonia | Cronologia completa delle presenze e delle reti in nazionale ― Polonia | Cronologia completa delle presenze e delle reti in nazionale ― Polonia | Cronologia completa delle presenze e delle reti in nazionale ― Polonia | Cronologia completa delle presenze e delle reti in nazionale ― Polonia |
| Data                                                                   | Città                                                                  | In casa                                                                | Risultato                                                              | Ospiti                                                                 | Competizione                                                           | Reti                                                                   | Note                                                                   |
| ---------------------------------------------------------------------- | ---------------------------------------------------------------------- | ---------------------------------------------------------------------- | ---------------------------------------------------------------------- | ---------------------------------------------------------------------- | ---------------------------------------------------------------------- | ---------------------------------------------------------------------- | ---------------------------------------------------------------------- |
| 11-12-2003                                                             | Ta' Qali                                                               | Malta                                                                  | 0 – 4                                                                  | Polonia                                                                | Amichevole                                                             | -                                                                      | 46’                                                                    |
| 14-12-2003                                                             | Ta' Qali                                                               | Lituania                                                               | 1 – 3                                                                  | Polonia                                                                | Amichevole                                                             | 1                                                                      | 46’                                                                    |
| 1-2-2004                                                               | Cadice                                                                 | Fær Øer                                                                | 0 – 6                                                                  | Polonia                                                                | Amichevole                                                             | -                                                                      | 46’                                                                    |
| 11-7-2004                                                              | Chicago                                                                | Stati Uniti                                                            | 1 – 1                                                                  | Polonia                                                                | Amichevole                                                             | -                                                                      |                                                                        |
| 16-11-2005                                                             | Ostrowiec Świętokrzyski                                                | Polonia                                                                | 3 – 1                                                                  | Estonia                                                                | Amichevole                                                             | -                                                                      | 46’                                                                    |
| 28-3-2006                                                              | Riad                                                                   | Arabia Saudita                                                         | 1 – 2                                                                  | Polonia                                                                | Amichevole                                                             | -                                                                      |                                                                        |
| 14-5-2006                                                              | Wronki                                                                 | Polonia                                                                | 4 – 0                                                                  | Fær Øer                                                                | Amichevole                                                             | -                                                                      |                                                                        |
| 30-5-2006                                                              | Chorzów                                                                | Polonia                                                                | 1 – 2                                                                  | Colombia                                                               | Amichevole                                                             | 1                                                                      | 65’ 69’                                                                |
| 3-6-2006                                                               | Wolfsburg                                                              | Polonia                                                                | 1 – 0                                                                  | Croazia                                                                | Amichevole                                                             | -                                                                      | 84’                                                                    |
| 9-6-2006                                                               | Gelsenkirchen                                                          | Polonia                                                                | 0 – 2                                                                  | Ecuador                                                                | Mondiali 2006 - 1º turno                                               | -                                                                      | 69’                                                                    |
| 14-6-2006                                                              | Dortmund                                                               | Germania                                                               | 1 – 0                                                                  | Polonia                                                                | Mondiali 2006 - 1º turno                                               | -                                                                      | 90+1’                                                                  |
| 20-6-2006                                                              | Hannover                                                               | Costa Rica                                                             | 1 – 2                                                                  | Polonia                                                                | Mondiali 2006 - 1º turno                                               | -                                                                      |                                                                        |
| 16-8-2006                                                              | Odense                                                                 | Danimarca                                                              | 2 – 0                                                                  | Polonia                                                                | Amichevole                                                             | -                                                                      | 63’                                                                    |
| 2-9-2006                                                               | Bydgoszcz                                                              | Polonia                                                                | 1 – 3                                                                  | Finlandia                                                              | Qual. Euro 2008                                                        | -                                                                      | 46’                                                                    |
| 6-9-2006                                                               | Varsavia                                                               | Polonia                                                                | 1 – 1                                                                  | Serbia                                                                 | Qual. Euro 2008                                                        | -                                                                      | 74’                                                                    |
| 7-2-2007                                                               | Jerez de la Frontera                                                   | Polonia                                                                | 2 – 2                                                                  | Slovacchia                                                             | Amichevole                                                             | -                                                                      | 46’                                                                    |
| 24-3-2007                                                              | Varsavia                                                               | Polonia                                                                | 5 – 0                                                                  | Azerbaigian                                                            | Qual. Euro 2008                                                        | -                                                                      | 79’                                                                    |
| 28-3-2007                                                              | Kielce                                                                 | Polonia                                                                | 1 – 0                                                                  | Armenia                                                                | Qual. Euro 2008                                                        | -                                                                      | 83’                                                                    |
| 20-8-2008                                                              | Leopoli                                                                | Ucraina                                                                | 1 – 0                                                                  | Polonia                                                                | Amichevole                                                             | -                                                                      | 75’                                                                    |
| 28-3-2009                                                              | Belfast                                                                | Irlanda del Nord                                                       | 3 – 2                                                                  | Polonia                                                                | Qual. Mondiali 2010                                                    | 1                                                                      | 71’                                                                    |
| 1-4-2009                                                               | Kielce                                                                 | Polonia                                                                | 10 – 0                                                                 | San Marino                                                             | Qual. Mondiali 2010                                                    | 1                                                                      | 71’                                                                    |
| 10-10-2009                                                             | Praga                                                                  | Rep. Ceca                                                              | 2 – 0                                                                  | Polonia                                                                | Qual. Mondiali 2010                                                    | -                                                                      | 63’                                                                    |
| 14-10-2009                                                             | Chorzów                                                                | Polonia                                                                | 0 – 1                                                                  | Slovacchia                                                             | Qual. Mondiali 2010                                                    | -                                                                      | 68’                                                                    |
| 14-11-2009                                                             | Chorzów                                                                | Polonia                                                                | 0 – 1                                                                  | Romania                                                                | Amichevole                                                             | -                                                                      |                                                                        |
| 29-5-2010                                                              | Kielce                                                                 | Polonia                                                                | 0 – 0                                                                  | Finlandia                                                              | Amichevole                                                             | -                                                                      | 89’                                                                    |
| 4-9-2010                                                               | Łódź                                                                   | Polonia                                                                | 1 – 1                                                                  | Ucraina                                                                | Amichevole                                                             | 1                                                                      | 87’                                                                    |
| 7-9-2010                                                               | Cracovia                                                               | Polonia                                                                | 1 – 2                                                                  | Australia                                                              | Amichevole                                                             | -                                                                      | 83’                                                                    |
| 9-2-2011                                                               | Faro                                                                   | Polonia                                                                | 1 – 0                                                                  | Norvegia                                                               | Amichevole                                                             | -                                                                      | 64’                                                                    |
| 9-2-2012                                                               | Varsavia                                                               | Polonia                                                                | 0 – 0                                                                  | Portogallo                                                             | Amichevole                                                             | -                                                                      | 67’                                                                    |
| Totale                                                                 |                                                                        | Presenze                                                               | 29                                                                     |                                                                        | Reti                                                                   | 5                                                                      |                                                                        |

## Palmarès

### Club
- Coppa di Polonia: 1

Wisła Płock: 2005-2006